# Mycomya dorsimacula
Mycomya dorsimacula är en tvåvingeart som beskrevs av Günther Enderlein 1910. Mycomya dorsimacula ingår i släktet Mycomya och familjen svampmyggor. Inga underarter finns listade i Catalogue of Life.